# Philenora obliquata
Philenora obliquata là một loài bướm đêm thuộc phân họ Arctiinae, họ Erebidae.